# HC Oceláři Třinec
Der HC Oceláři Třinec ist ein tschechischer Eishockeyclub aus Třinec, der seit 1995 in der Extraliga und somit der höchsten Profiklasse des Landes spielt.

## Geschichte
Der Verein wurde 1929 als SK Třinec gegründet und trug seine Heimspiele bis 2014  in der 5.200 Zuschauer fassenden alten Werk Arena aus. 1969 schaffte der Klub den Aufstieg aus der Regionalmeisterschaft in die zweitklassige 1. ČNHL. In dieser verblieb der Klub bis 1973, als er im Rahmen einer Ligenreform in die drittklassige 2. ČNHL eingeteilt wurde. In der Saison 1980/81 spielte das Třinecer Werksteam für ein Jahr erneut in der Regionalmeisterschaft, stieg 1981 wieder in die 1. ČNHL und zwei Jahre später in die 2. ČNHL ab. 1986 folgte der Wiederaufstieg in die zweite Spielklasse. 1993 erreichte TJ TŽ Třinec erstmals das Playoff-Halbfinale der 1. ČNHL. 1995 wiederholte der Klub diesen Erfolg in der tschechischen 1. Liga, qualifizierte sich für das Finale und damit direkt für die tschechische Extraliga, da diese auf 14 Mannschaften erweitert wurde.

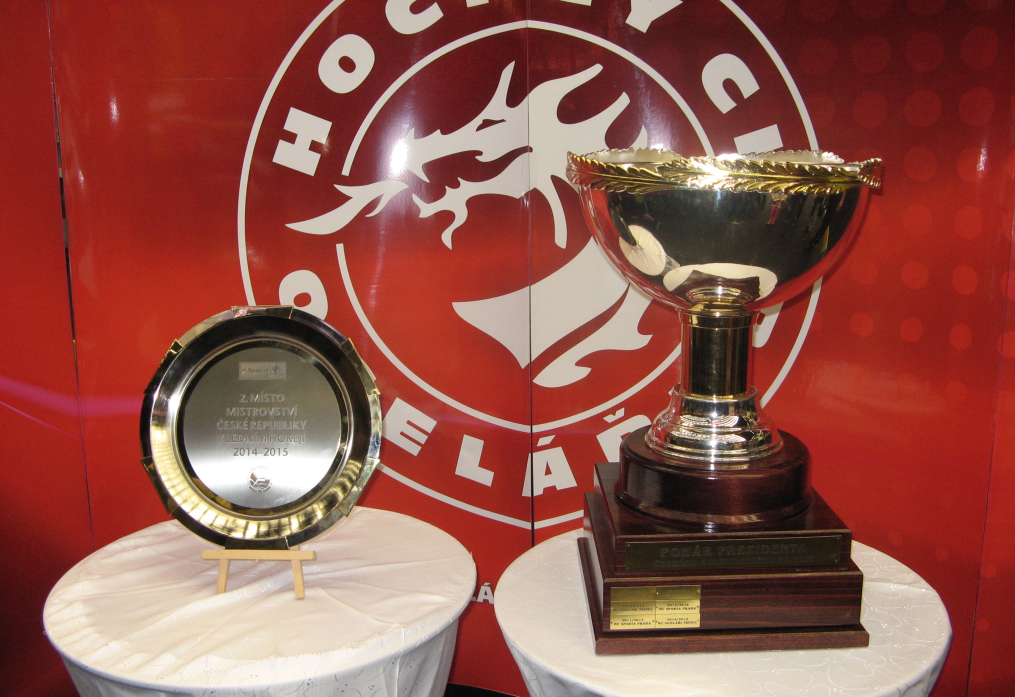
Trophäen der Saison 2014/15: Schale zur Vizemeisterschaft (li.) und Präsidentenpokal (Gewinn der Hauptrunde, re.)

Der bis 2011 größte Erfolg in der Vereinsgeschichte war das Erreichen des Play-off-Finals in der Saison 1997/98, dort scheiterte die Profimannschaft am HC Petra Vsetín. Im folgenden Jahr erreichte sie den dritten Platz in der Liga und konnte damit an die Erfolge der Vorsaison anknüpfen. Seit 1999 spielt der Club als HC Oceláři Třinec (Stahlkumper Třinec).
In der Saison 2010/11 gewann der Verein die Hauptrunde der Extraliga und den seit 2009 vergebenen Präsidenten-Pokal. In den Play-offs besiegte das Team in der ersten Runde den HC Litvínov mit 4:2, den HC Slavia Prag mit 4:3 und erreichte damit das Finale gegen den HC Vítkovice Steel. In diesem dominierte es den Gegner und gewann die Best-of-Seven-Serie mit 4:1. Damit erreichte der Verein den ersten Titelgewinn der Vereinsgeschichte.

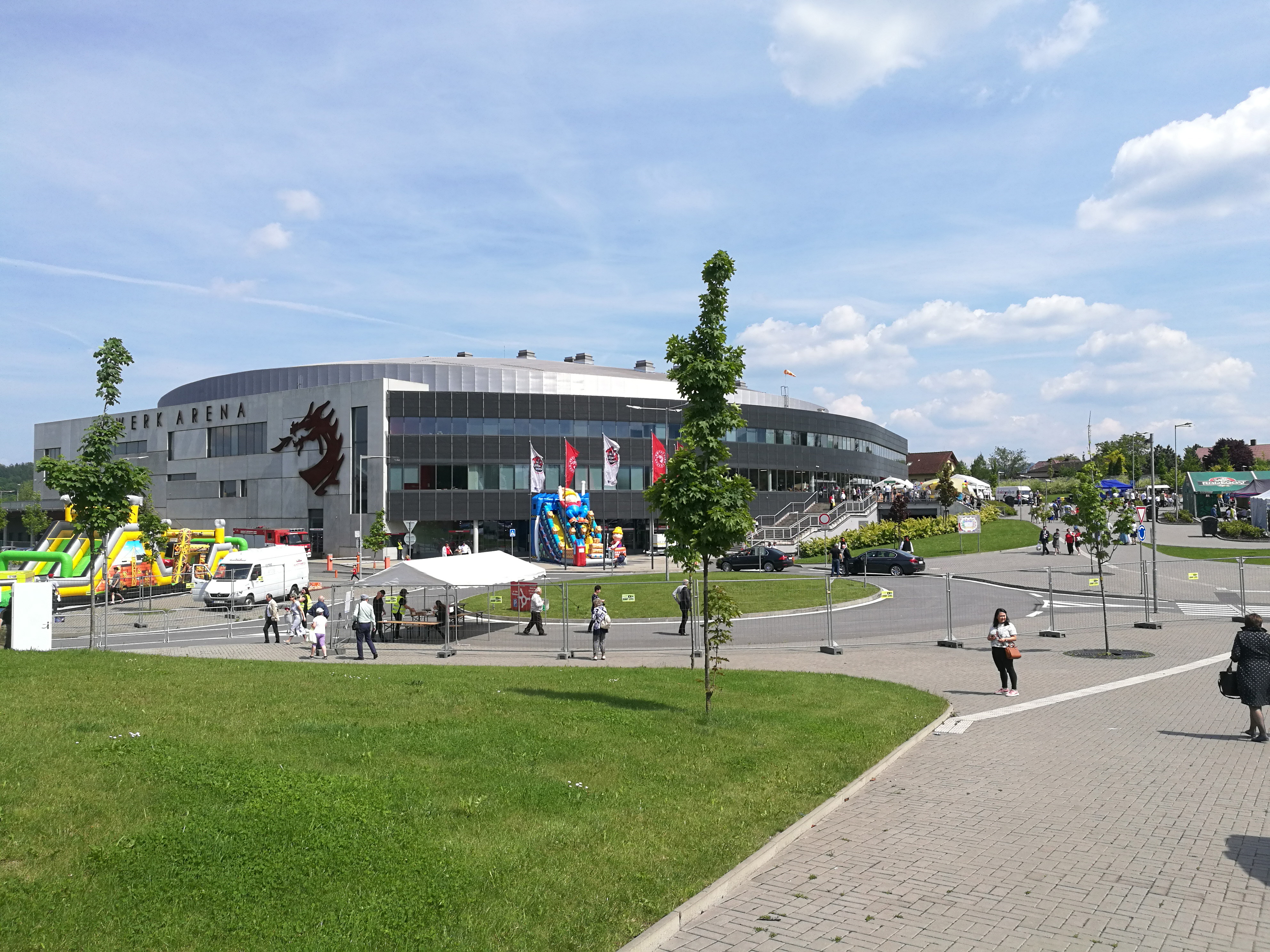
Die neue Werk Arena (2019)

2012 wurde in unmittelbarer Nähe der alten Eishalle mit dem Bau eine Mehrzweckhalle begonnen, die seit 2014 Heimspielstätte des Vereins ist und ebenfalls Werk Arena heißt.
In den Jahren 2019 und 2021 gewann der Klub – jeweils nach Platz zwei in der Hauptrunde – die tschechische Meisterschaft.

## Spieler

### Meistermannschaft 2011
| Torhüter: Peter Hamerlík, Martin Vojtek Abwehrspieler: Josef Hrabal, Stanislav Hudec, Lukáš Krajíček, Martin Lojek, Martin Richter, Daniel Seman, Lukáš Zíb Angriffsspieler: Martin Adamský, C Radek Bonk, Erik Hrňa, Ladislav Kohn, David Květoň, Bryan McGregor, Jakub Orsava, Jan Peterek, Vojtěch Polák, Jiří Polanský, Martin Růžička, Václav Varaďa, Marek Zagrapan, Martin Koudelka Trainerstab: Pavel Marek, Břetislav Kopřiva |

### Meistermannschaft 2019
| Torhüter: Šimon Hrubec, Pavel Kantor Abwehrspieler: C Lukáš Krajíček, Milan Doudera, Martin Gernát, David Musil, Vladimír Roth, Guntis Galvinš, Marian Adámek, Patrik Husák, Jakub Matyáš Angriffsspieler: Martin Růžička, Erik Hrňa, Petr Vrána, Ethan Werek, Jiří Polanský, Vladimír Dravecký, Aron Chmielewski, Tomáš Marcinko, Michal Kovařčík, Vladimír Svačina, Martin Adamský, David Cienciala, Štěpán Novotný, Ondřej Kovařčík Trainerstab: Václav Varaďa, Marek Zadina |

### Meistermannschaft 2021
| Torhüter: Ondřej Kacetl, Jakub Štěpánek Abwehrspieler: Marian Adámek, Milan Doudera, Ralfs Freibergs, Martin Gernát, Jan Jaroměřský, Tomáš Kundrátek, David Musil Angriffsspieler: Aron Chmielewski, Vladimír Dravecký, Patrik Hrehorčák, Erik Hrňa, David Kofroň, Michal Kovařčík, Ondřej Kovařčík, Daniel Kurovský, Tomáš Marcinko, Jack Rodewald, Miloš Roman, Martin Růžička, Michael Špaček, Matěj Stránský, C Petr Vrána Trainerstab: Václav Varaďa, Marek Zadina |

### Bekannte ehemalige Spieler
- Roman Čechmánek
- Radek Faksa
- Alois Hadamczik
- Martin Havlát
- Rostislav Klesla
- David Krejčí
- Richard Pánik
- Michal Rozsíval

## Saisonstatistik seit 1995
| Saison  | Hauptrunde | Spiele | S  | S n. V. | U  | N n. V. | N  | Tore    | Punkte | Platzierg. | Cheftrainer | Kapitän                        |
| ------- | ---------- | ------ | -- | ------- | -- | ------- | -- | ------- | ------ | ---------- | --- | ------------------------------ |
| 1995/96 | 12. Platz  | 40     | 12 | −       | 6  | −       | 22 | 128:162 | 30     | 12. Platz  | Alois Hadamczik, Karel Suchánek und Aleš Mach                                                                             | Petr Pavlas                    |
| 1996/97 | 4. Platz   | 52     | 23 | −       | 10 | −       | 19 | 175:152 | 56     | 5. Platz   | Alois Hadamczik, Aleš Mach                                                                                                | Josef Štraub                   |
| 1997/98 | 3. Platz   | 52     | 29 | −       | 11 | −       | 12 | 189:156 | 69     | 2. Platz   | Alois Hadamczik, Kamil Konečný                                                                                            | Ladislav Lubina                |
| 1998/99 | 3. Platz   | 52     | 28 | −       | 8  | −       | 16 | 174:140 | 64     | 3 . Platz  | Alois Hadamczik, später Tomáš Herstus, später Jaroslav Jágr, danach Alois Hadamczik                                       | Ladislav Lubina                |
| 1999/00 | 4. Platz   | 52     | 29 | −       | 6  | −       | 17 | 192:154 | 64     | 6. Platz   | Alois Hadamczik | Richard Král                   |
| 2000/01 | 9. Platz   | 52     | 21 | 3       | 4  | 2       | 22 | 164:163 | 75     | 9. Platz   | Vladimír Vůjtek | Richard Král                   |
| 2001/02 | 8. Platz   | 52     | 23 | 2       | 2  | 4       | 21 | 155:165 | 79     | 8. Platz   | Antonín Stavjaňa | Richard Král                   |
| 2002/03 | 4. Platz   | 52     | 24 | 3       | 4  | 2       | 19 | 187:147 | 84     | 4. Platz   | Pavel Marek | Richard Král                   |
| 2003/04 | 7. Platz   | 52     | 23 | 1       | 3  | 1       | 24 | 152:157 | 75     | 8. Platz   | Pavel Marek | Richard Král                   |
| 2004/05 | 13. Platz  | 52     | 10 | 3       | 5  | 5       | 29 | 102:163 | 46     | 13. Platz  | Pavel Marek, Ľubomír Pokovič                                                                                              | Jan Peterek                    |
| 2005/06 | 7. Platz   | 52     | 23 | 1       | 5  | 1       | 22 | 135:142 | 77     | 8. Platz   | Jan Neliba, ab 17. Oktober 2005 Jiří Juřík                                                                                | Jan Peterek                    |
| 2006/07 | 10. Platz  | 52     | 20 | 4       | −  | 8       | 20 | 145:162 | 76     | 8. Platz   | Jiří Juřík | Jan Peterek                    |
| 2007/08 | 7. Platz   | 52     | 21 | 5       | −  | 5       | 21 | 144:146 | 78     | 7. Platz   | Pavel Marek, ab 1. Dezember 2007 Břetislav Kopřiva                                                                        | Jan Peterek                    |
| 2008/09 | 10. Platz  | 52     | 16 | 8       | −  | 7       | 21 | 167:175 | 71     | 10. Platz  | Antonín Stavjaňa, ab 18. Februar 2009 Pavel Marek                                                                         | Jan Peterek                    |
| 2009/10 | 6. Platz   | 52     | 20 | 8       | −  | 7       | 17 | 153:148 | 83     | 8. Platz   | Pavel Marek, Břetislav Kopřiva                                                                                            | Jan Peterek                    |
| 2010/11 | 1. Platz   | 52     | 26 | 5       | −  | 8       | 13 | 178:136 | 96     | Meister    | Pavel Marek, Břetislav Kopřiva                                                                                            | Radek Bonk                     |
| 2011/12 | 10. Platz  | 52     | 19 | 4       | −  | 8       | 21 | 146:143 | 73     | 10. Platz  | Pavel Marek, Břetislav Kopřiva, ab 17. Januar 2012 Jan Tlačil und Pavel Janků                                             | Radek Bonk                     |
| 2012/13 | 4. Platz   | 52     | 24 | 5       | −  | 4       | 19 | 196:159 | 86     | 4. Platz   | Josef Turek, Pavel Janků und Jaroslav Kameš                                                                               | Radek Bonk                     |
| 2013/14 | 2. Platz   | 52     | 29 | 3       | –  | 2       | 18 | 163:123 | 95     | 3. Platz   | Jiří Kalous, Pavel Marek und Jaroslav Kameš                                                                               | Radek Bonk                     |
| 2014/15 | 1. Platz   | 52     | 32 | 4       | –  | 3       | 13 | 183:117 | 107    | 2. Platz   | Jiří Kalous, Václav Varaďa, Jaroslav Kameš                                                                                | Rostislav Klesla               |
| 2015/16 | 10. Platz  | 52     | 16 | 7       | –  | 6       | 23 | 122:126 | 68     | 10. Platz  | Jiří Kalous, Václav Varaďa und Jaroslav Kameš, ab Nov. 2015 René Mucha, Marek Malík, ab Dez. 2015 Jiří Dopita, René Mucha | Rostislav Klesla               |
| 2016/17 | 2. Platz   | 52     | 24 | 11      | –  | 9       | 8  | 158:125 | 98     | 5. Platz   | Vladimír Kýhos, Břetislav Kopřiva, René Mucha, Jaroslav Kameš                                                             | Zbyněk Irgl                    |
| 2017/18 | 3. Platz   | 52     | 24 | 6       | –  | 8       | 14 | 143:122 | 92     | 2. Platz   | Václav Varaďa, Marek Zadina                                                                                               | Lukáš Krajíček                 |
| 2018/19 | 2. Platz   | 52     | 30 | 3       | –  | 3       | 16 | 153:117 | 99     | Meister    | Václav Varaďa, Marek Zadina                                                                                               | Lukáš Krajíček                 |
| 2019/20 | 2. Platz   | 52     | 27 | 4       | –  | 4       | 17 | 163:125 | 93     |            | Václav Varaďa, Marek Zadina, Jiří Raszka                                                                                  | Lukáš Krajíček, Martin Adamský |
| 2020/21 | 2. Platz   | 52     | 31 | 4       | –  | 5       | 12 | 187:130 | 106    | Meister    | Václav Varaďa, Marek Zadina, Jaroslav Kameš                                                                               | Petr Vrána                     |
| 2021/22 |            |        |    |         |    |         |    |         |        |            | Václav Varaďa, Marek Zadina, Jaroslav Kameš                                                                               |                                |